# 中國古典詩詞

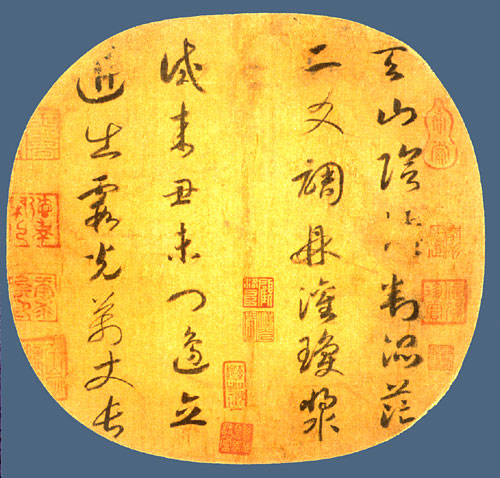
高宗皇帝的《天山四行诗》

中国诗歌是用汉语书写、说或吟诵的诗歌，是中国文学的一部分。虽然最后一个术语包括古典汉语，标准汉语，普通话，粤语和其他历史和白话形式的语言，但其诗歌通常分为两种主要类型之一，即中国古典诗歌和现代中国诗歌。 诗歌在中国一直受到高度重视，经常融入中国文人心中富有表现力的民间影响。 诗歌为公共和私人表达深刻情感提供了一种形式和论坛，为同行、读者和学者提供了两千多年来中国作家内心生活的洞察。 中国诗歌往往反映了中国各种宗教传统的影响。中国古典诗歌可能首先包括诗，以及其他主要类型，如词和曲。还有一种中国传统的文学形式叫做赋，它是一种诗文混合体，也可以被描述为一种散文诗。在近代时期，也有西方风格的自由诗的发展。中国诗歌的传统形式是押韵的，但仅仅押韵文本可能并不能将文学定性为诗歌；而且，缺乏韵律并不一定会使现代作品失去被视为现代中国诗歌意义上的诗歌的资格。

## 起源：诗经和楚辞

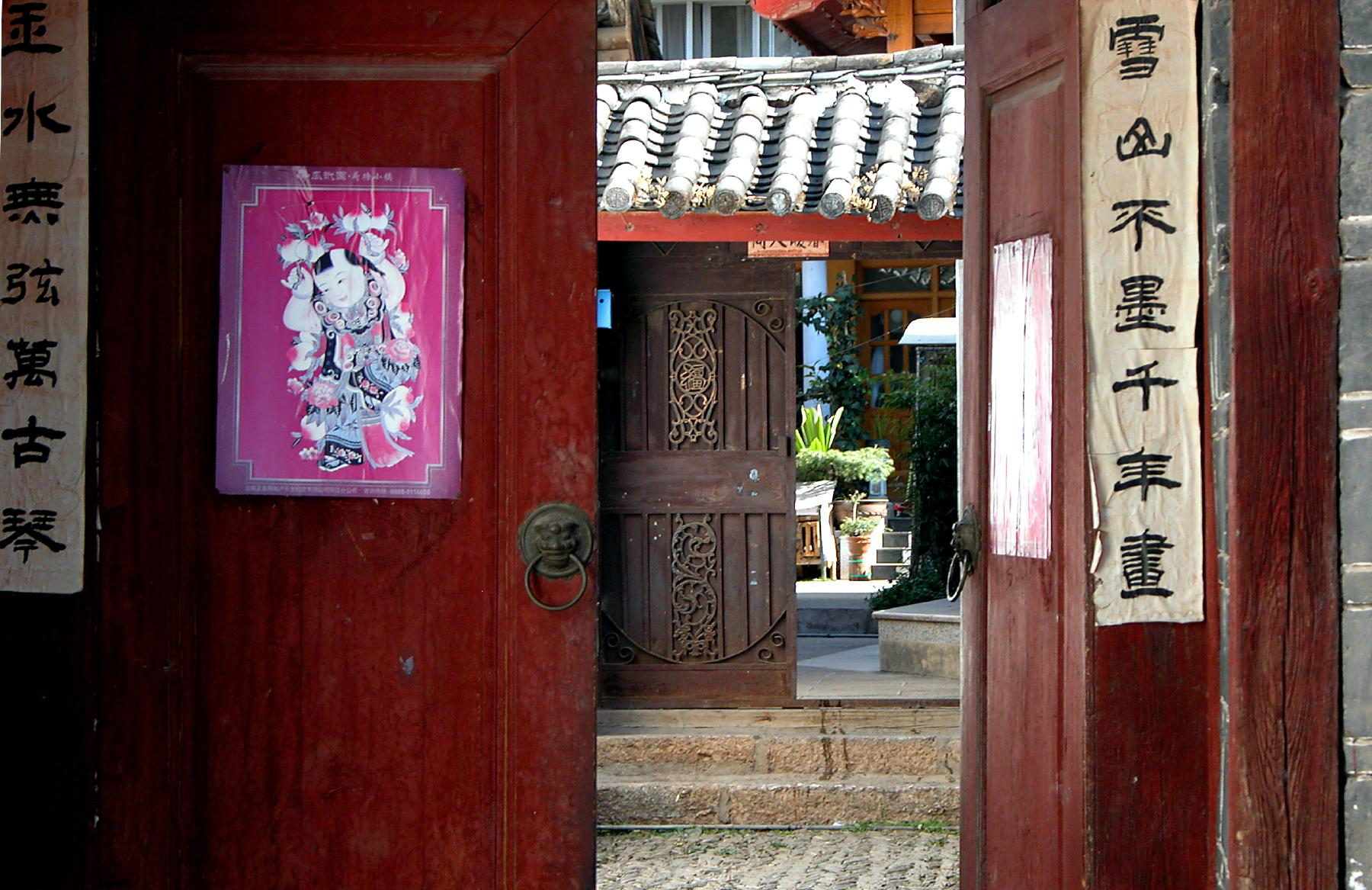
手绘的中国新年对联是中国诗歌的副产品，粘贴在云南丽江市通往人们家的门的两侧

现存最早的选集是《诗经》和《楚辞》。这两者都对后来的诗歌传统产生了很大的影响。中国古代诗歌的早期例子可能因为历史的沧桑而丢失，例如秦始皇焚烧书籍和埋葬学者（焚书坑儒），尽管这最后事件的目标之一是《诗经》，但它仍然幸存下来。

### 诗经
这两部作品中较早的一部是《诗经》，它是保存至今的一部古代中国古典诗歌集，距今已有两千多年的历史。《诗经》的内容被分为三个部分：风、雅和颂。风部收录了来自15个小国的民间歌曲，共计160首歌曲。雅部分分为大雅和小雅，是宫廷中的官方歌曲，共计105首歌曲。颂部分是祭祀祖先时所唱的歌曲，共计40首歌曲。这个选集最后定稿的时间大约在公元前7世纪。《诗经》中的诗歌内容既包括了关于王室生活的贵族诗歌（颂），也包括了更质朴的诗歌和自然景观的描绘，其中某些部分或多或少地来源于民间歌谣（风）《诗经》的诗歌主要由四字句（四言）构成，而不是后来典型的五言和七言句式。其主要的表达技巧包括辞、比和興。总结来说，《诗经》是一部重要的古代诗歌集，它展现了古代社会的王朝文化和民间风情，对后世的古典文学产生了深远的影响。

### 楚辞
与经典的《诗经》不同，《楚辞》包含的诗歌更加注重抒情和浪漫的特点，以及来自楚国诗歌的不规则行长和其他影响。《楚辞》主要由屈原和他的追随者宋玉的诗歌构成。流传至今的选集形式可以追溯到158年汪粲的编纂和注释，这是目前关于文本和构成的唯一可靠的历史来源。
在汉代（前206年至220年），楚辞的诗歌风格对赋体诗的演变产生了影响，赋体诗以诗歌和散文段落的混合形式为特征（常用于展示诗人的技巧和知识，而不是传达内心的情感体验）。赋体诗在随后的六朝时期仍然受到欢迎，尽管它变得更加简短和个人化。赋体诗仍然是中国诗歌的一种基本形式之一；然而，在唐代，五言和七言的诗开始占据主导地位。

## 汉朝时期的诗歌创作
在汉朝时期，一种民歌风格的诗歌变得流行起来，被称为乐府诗，因为政府在收集这类诗歌时起到了一定的角色，尽管后来一些诗人开始以乐府风格创作原创作品。许多乐府诗由五言或七言句构成，与之前的四言句形成对比。汉代文学的一个特色形式是赋。汉朝末年和六朝时期开始的诗歌时期被称为建安诗。汉代诗歌的重要收藏之一是《古乐府十九首》。

## 建安诗
建安诗是指汉末和六朝初期的诗歌，两者之间有重叠的时期。这个时期的诗歌创作产生了许多著名的作品，其中包括“三曹”的作品：曹操、曹丕和曹植。

## 六朝诗
六朝时期（220年至589年）是诗歌发展的一个多样化时期，既延续并发展了先前时代的传统，也为未来诗歌的进一步发展铺平了道路。这个充满活力的时期留下了许多重要的诗歌作品。
其中包括七子之一的竹林七贤的作品，兰亭集序的诗歌，四时之夜歌，田园诗人陶渊明，永明时代的诗人，以及由徐陵编纂的《玉台新咏》等诗歌选集。
将新道家宇宙观应用于文学理论的将军和诗人陆机用赋体的形式创作了《文赋》，将文学理论引向了新的方向。
六朝时期的诗歌创作丰富多样，包括山水田园、咏史抒怀、爱情诗等各种题材，为中国诗歌史上的重要时期之一。

## 唐诗
中国古典诗歌的一个高峰出现在唐朝时期（618年-907年）：不仅这个时期有众多的诗人，而且还有大量的诗歌创作（大约有5万首诗歌保存下来，其中许多收录在《全唐诗》中）。在这个时期，诗歌几乎融入到文人阶层的职业和社交生活的方方面面，包括成为希望在政府岗位上获得职位的人参加的科举考试的一部分。到了这个时候，诗歌已经按照规定的音律模式来创作。根据是否遵循规定的格律模式，诗歌被区分为“古体诗”和“近体诗”。近体诗，又称格律诗，是唐初发展起来的一种更为严格的形式，规定了诗的结构，包括行长、行数、行内的音调模式、韵脚的使用以及一定程度上的必要平行结构。古体诗和近体诗的典型代表分别可见于李白和杜甫的作品。唐代的诗歌形式包括律诗，这是一种规定格律的诗，有八行，每行五、六或七个字；词（ci），遵循特定的韵律模式；和绝句，一种四行诗，每行五、六或七个字。绝句的诗形式在李白和王维的作品中有很好的例子。随着时间的推移，一些唐代诗歌变得更加现实、更具叙事性，并对社会规范持更加批判的态度；例如，这些特点可以在白居易的作品中看到。唐代诗歌对今天仍然具有影响力。晚唐时期的其他诗歌则发展出更具象征和超现实特色，例如李贺和李商隐的作品中可见。

## 宋词
到了宋朝（960年至1279年），另一种形式证明它能够为新诗人提供所需的灵活性：词——根据现有曲调的设定节奏编写的新词。每个曲调通常都有相应的音乐，尽管音乐往往已经失传，但每个曲调都有其独特的韵律。因此，每首词都标有"调寄[词牌]"的标签，并符合曲调的韵律和押韵规律（就像基督教赞美诗作家将新歌词编配到现有曲调中一样）。词的标题与其主题并不一定相关，许多词可能共用一个标题。在内容方面，词最常表达的是欲望的情感，通常是通过扮演不同的人物角色来表达。然而，一些杰出的词人，如南唐诗人李后主和宋代诗人苏轼，利用词的形式涵盖了广泛的主题。

## 元曲
元朝（1271年-1368年）期间诗歌的主要发展包括按固定音调模式创作的诗歌类型的发展，比如元曲的剧本。在宋朝之后，词的固定节奏反映在散曲诗歌中，这是一种更自由的形式，基于新的流行歌曲和戏曲咏史，发展并延续到明朝（1368年-1644年）。马致远（约1270年-1330年）和关汉卿（约1300年）的剧作中可以看到这方面的例子。

## 明朝诗歌
明朝（1368年-1644年）的诗人包括高启（1336年-1374年）、李东阳（1447年-1516年）和袁宏道（1568年-1610年）。

## 明清过渡时期
明清过渡期包括了短暂的顺朝（也称大顺，1644年-1645年）和南明（1644年至1662年）之间的交替/重叠时期。在明末这个困难时期，当国家已经陷入困境，由崇祯皇帝（在位1627年至1644年）、农民起义领袖李自成的短暂大顺政权，以及满清政权统治时，有一些诗人仍在创作，其中包括江东三大家：吴伟业（1609年-1671年）、钱谦益（1582年-1664年）和龚鼎孳（1615年-1673年）。

## 清朝诗
清朝（1644年至1912年）在诗歌批评的发展和重要诗集的编纂方面具有显著的意义，例如清代的《全唐诗》和《唐诗三百首》。

## 帝制时代结束后的中国古典诗歌
在帝制结束后，诗和词仍然继续被创作；其中一个例子是中国共产党的前主席毛泽东，他以自己的书法风格写作中国古典诗歌。

## 现代（后古典时期）诗歌
现代中国诗歌（新詩／新词）指的是现代白话文体的诗歌，与传统的以古文为基础的诗歌形式相对。通常，现代中国诗歌不遵循既定的格律和规范。在1919年的“五四运动”之后，诗歌经历了一场革命性的变革，作家（如胡适）试图运用与民歌和流行诗歌（如词）相关的白话体风格，更贴近口语（白话），而不是过去的既定形式。20世纪初的诗人如徐志摩、郭沫若（后来转向无产阶级文学）和闻一多，试图通过采用西方模式来打破中国诗歌的过去传统。例如，徐志摩有意模仿浪漫派诗人的风格，使用押韵形式。在后革命的共产主义时代，像艾青这样的诗人采用了更自由的行距和直接的措辞，这在当时非常受欢迎，并广泛被模仿。同时，在臺灣，现代主义诗歌蓬勃发展，包括先锋主义和超现实主义，由秦子昊（1902年-1963年）和纪弦（出生于1903年）领导。最有影响力的诗歌团体成立于1954年，包括“现代派学会”、“蓝星”和“新时期”。在当代诗歌界，最重要和有影响力的诗人属于被称为“雾隐派”的群体，他们使用间接的典故和密闭的引用。最重要的雾隐派诗人包括北岛、多多、舒婷、杨炼和顾城，其中大部分人在1989年天安门广场抗议后被流放。另一个特殊案例是神秘主义诗人海子，在他自杀后变得非常著名。然而，即使在今天，现代诗的概念仍然存在争议。关于现代诗是否算作诗歌，存在着争论和矛盾。由于汉字书写和汉语语法的特殊结构，现代诗或自由诗可能会看起来像简单的口语散文，因为它们缺乏传统上用来定义诗歌的某些结构特征。

## 中国以外地区的影响
漢字文化圈地區如朝鲜、日本、越南、琉球等，历史上深受漢文化影響，除了以漢文寫作汉诗外，其本民族語言寫成的韻文在格律、內容、風格上也受到漢文韻文影響。

## 口头与书面

### 诗歌的口语
古人为了吟诵或歌唱，从而设计出了诗词，经过漫长岁月的洗礼，中国古典诗词，就由此诞生。古典诗词有的会配音乐伴奏进行歌词，有的仅是用于吟诵。实际上，民间诗歌绝大多数都是在民间产生，且因为古时民间的百姓大多不认识字，更不会写字。因此，大部分的诗歌都是以口头创作和口头传播的方式传承下来。因此，即使是士大夫阶层，他们所创作的诗歌也是为了歌唱或吟诵。

### 书面诗歌的特征
中国文字发音、构成的特殊性在中国诗歌史中发挥了不可忽略的作用。根据中国诗歌的历史来说，中国的诗歌的历史之所以能不断传承发展，绝大多数的原因是因为中国同一个发音的汉字，有很多个，并且每一个都有特殊的意义。因此中国的词语可以用相应的汉字来表示，而不用依赖于其单独的发音（这一点，在日语、韩语和越南语的古籍中也得到了证明）。从现存最古老的中国书面诗歌汉语时期（文言文），到中世纪汉语时期（包括唐代），再到现代汉语时期，汉语口语的发音在时间的进程中发生了很大的变化。在这一发展过程中，文言文逐渐发展成为一种与白话口语所不同的独特的文学语言。白话口语和文学语言形式之间有着紧张关系，这种关系是双向的，文学诗歌中也能看到 "不同程度的白话叠加"的样式，而民间口头诗歌有时也充满了 "文学短语和结构"的整洁与正式，这可能是由于书面语言的发展历史和声望而形成。

### 汉字书写系统的影响

“山”字的演变

学者们提出了这样的问题:隐藏在汉字中的图形元素在多大程度上影响了中国古典诗歌?汉字的词源与语言本身的演变既有联系又有区别。就像许多古代书写系统的情况一样，比如腓尼基字母。许多最早的文字可能是从象形文字开始的，一个给定的词语对应一幅代表这个想法的简单图片。

“日”字的演变

到中国古典诗歌时代，一个复杂的书写系统已经发展了起来。许多汉字是由其他汉字的组合而形成的，选择组合的原因是这些汉字的意义或声音具有相似性和关联性。与其他语言（如英语）相比，中国古典诗歌的语音元素较弱，而图形元素较强，这一点非常重要。然而，由于不同的中国古典诗歌译者对这些元素的理解程度各不相同，因此翻译出来的白话内容所传达的意义也有所不同。汉学家和翻译家A.C. Graham提醒我们不要过分强调这种视觉效果，他说这种效果有时候“就像罗夏墨渍测验中的斑点一样，会对想象力产生影响。要评估这种效果其实挺困难的，因为一个习惯读中文的人很少在没有刻意分析自己反应的情况下意识到它……毫无疑问，把中文书写的视觉方面过分夸大了。其实中国诗歌和其他地方的诗歌一样，首先是声音的模式……”A.C.Graham的话，并不是说中国诗人不知道人物塑造的背景因素。

## 形式
中国古典诗歌有多种典型的写作形式。中国诗歌有五种主要体裁：诗、 骚、赋、词和曲。传统上，每一种体裁都以其占统治地位的历史时期来冠名：楚辞、汉赋、唐诗、宋词、元曲。这样的标签可能会给人以错误的印象，即这些体裁是以线性发展的方式来一种取代另一种。实际上，这五种体裁都一直在被使用，甚至在见证了它们鼎盛的王朝之后，仍然蓬勃发展。 除了骚体诗，这些体裁的影响力一直持续到20世纪。

## 体裁
主条目：旧体诗流派
中国古典诗歌的体裁分为七大类：1、送别怀人诗；2、羁旅思乡诗；3、边塞征战诗情；4、山水田园诗；5、咏史怀古诗；6、咏物言志诗；7、爱情闺怨诗。体裁的分类，有的源于诗人长期创作的形式，有的则源于文学评论家对古典诗歌研究所发现的形式。最广为接受的中国古典诗歌题材是包括山水诗和田园诗等在内的山水田园诗题材，其最为代表性的山水诗流派诗人有陶潜和王维等。

## 特点

### 人物角色
中国古典诗歌中经常使用诗歌角色，即作者以其他人（或某类人）的视角写诗。这些角色类型通常非常传统，如被留在家中的孤独妻子、被冷落并被封存在后宫的嫔妃宫女，或被派往遥远边疆战斗和牺牲的士兵等。
1. 英雄的形象：既可以描写客观的人物形象，又可以塑造抒情主人公的形象。如卢纶的 《塞下曲》：“林暗草惊风，将军夜引1号。平明寻白羽，没在石棱中。“这首诗就描写了一位将军的形象。诗中写将军夜猎，见林深处风吹草动，以为是虎，便弯弓猛射，天亮一看，箭竟然射进一块石头当中去了。首句着一“惊”字，渲染了一种紧张异常的气氛，而且也突出了将军的高度警惕。“夜引弓”的“引”字，让人想象和体味将军临险时是何等的镇定自若，从容不迫。结尾写箭入石中，表现出将军之神勇、射术之超群。
2．美人的形象：除了指代相思恋人外，美人的形象一般被解释为比喻，或是比喻君王，或是自喻。如屈原的 《离骚》 中“日月忽其不淹兮，春与秋其代序。惟草木之零落兮，恐美人之迟暮。不抚壮而奔秽兮，何不改乎此度？乘骐骥以驰骋兮，来吾道夫先路”的美人就是自喻之词。
3. 羁人的形象：主要是写羁旅在外的乡思之情。如王维的 《九月九日忆山东兄弟》：“独在异乡为异客，每逢佳节倍思亲。運知兄弟登高处，遍插茱萸少一人。"这首诗是王维十七岁旅居长安时所作。在古代，重阳佳节是亲人团聚、登高饮酒的节日。但诗人旅居在外，孤身独处，思念亲人之情不能自已，写了这首感人肺腑的名作。
4. 宫女的形象：主要是写宫女百无聊赖的生活和精神状态，突出宫人之“怨”。如王昌龄的 《长信秋词五首(其一）》：“金井梧桐秋叶黄，珠帘不卷夜来霜。熏笼玉枕无颜色，卧听南宫清漏长。“这首宫怨诗，运用深婉含蓄的笔触，采用以景托情的手法，写一个被剥夺了青春、自由和幸福的少女，在凄凉寂寞的深宫中，形孤影单、卧听宫漏的情景。前三句写景，后一句写人。写景起渲染色彩、烘托气氛的作用。全诗没有一个“怨”字，但诗中处处有怨情。
5. 思妇的形象：主要描写思念丈夫的少妇形象。这类诗歌中思妇思念的对象一是为博取功名而远游的游子。如王昌龄的《闺怨》："国中少妇不知愁，春日凝妆上翠楼。忽见陌头杨柳色，悔教夫婿觅封侯。"这首诗描写了主人公从“不知愁"到“悔”的心理变化过程。前两句描写主人公的"不知愁"，而第三句转折，由"忽见陌头杨柳色"，使少妇想起当年与丈夫折柳送别的伤感场景，引出"悔教夫婿觅封候"。“忽”字准确鲜明地描写了主人公心理变化的过程。二是为征战而远征的征人等。如李白的 《子夜吴歌》，全诗以长安月写景起兴，铺垫烘托思妇眷念 玉关征人的深情。
6. 隐士的形象：多描绘隐居田园的人物形象，体现对田园生活的向往。如陶渊明的《饮酒》：“结庐在人境，而无车马喧。问君何能尔？ 心远地自偏。采菊东篱下，悠然见南山。山气日夕佳，飞鸟相与还。此中有真意，欲辨已忘言。“这首诗体现了诗人对幽静安逸生活的向往。东篱下悠然采菊的他，以田园诗人和隐逸者的姿态，赋予菊花独特的超凡脱俗的隐者风范，菊花从此便有了隐士的灵性。再如王维的《山居秋暝》通过山村清幽明丽景色的描写，也让我们窥见了诗人闲适超逸的隐者形象。
7. 征人的形象：这类形象多在边塞诗中出现，有写得慷慨激昂的，也有写得怨恨不平、反战思归的。如卢纶的《塞下曲(其一）》：”鹫翎金仆姑，燕尾绣蝥弧。独立扬新令，千营共一呼。“这首诗描写了威武的将军传达新命令时的誓师场面，千营军士的一同回应，正表现出威武的军容、严明的军纪及大家必胜的信心，读者读起来不免被这种雄壮的气势征服。8. 悲士的形象：多是写功业难成，报国无门的感慨。如李贺的《南园(其五）》：”男儿何不带吴钩，收取关山五十州。请君暂上凌烟阁，若个书生万户侯？“这首诗写出了一位渴望投笔从戎、削平藩镇、为国建功，但又不被赏识的悲士形象。
8. 悲士的形象：多是写功业难成，报国无门的感慨。如李贺的《南园(其五）》：”男儿何不带吴钩，收取关山五十州。请君暂上凌烟阁，若个书生万户侯？“这首诗写出了一位渴望投笔从戎、削平藩镇、为国建功，但又不被赏识的悲士形象。

### 社会政治批判
许多中国古典诗词都反映出了诗人对当时时事和社会的批判。有时，这种批判是通过使用象征性意象来暗喻的。最具有代表性的诗人：唐代诗人杜甫。如杜甫的《丽人行》：这首诗描绘了唐朝末年社会动荡的景象。在诗中，杜甫写道：”四年不战边庭，一城独占节旄风。“表达了唐朝末年的战乱频繁，国家力量薄弱的现实。他通过描写壮观的宴会，来表达对当时贵族阶层的不满。诗中的社会批判更多地体现在批评社会的不公和贪欲。

### 意象和象征
某些意象和象征在中国古典诗词中非常常见，明白这些常见的暗喻，也是理解大多数中国古典诗词内容的关键。例如，秋天的落叶可以指个人或王朝的衰落。杨柳总是指离别、思念等。

### 流亡

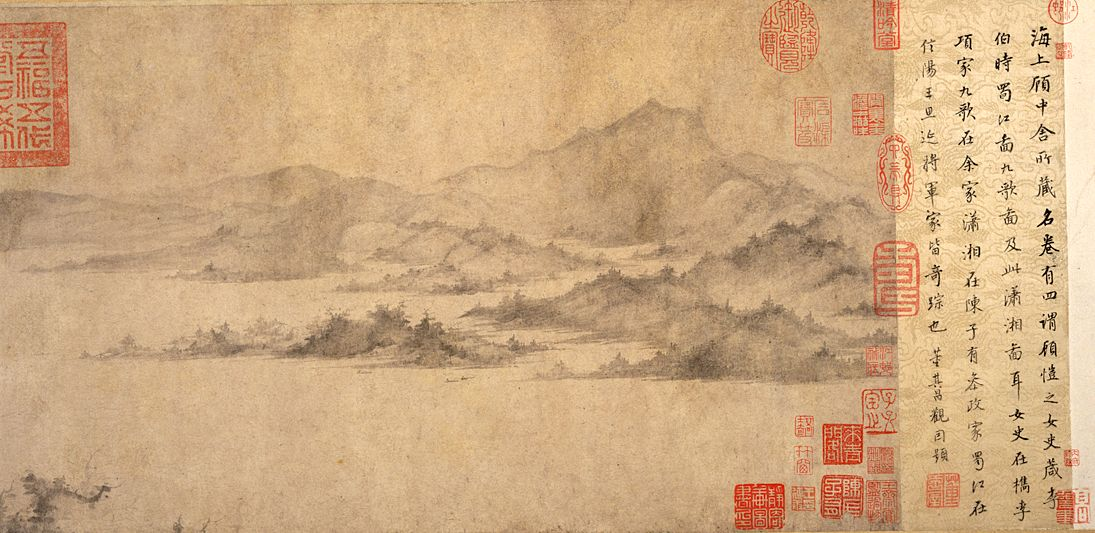
畅游萧乡的想象

许多中国古典诗歌的写作都或多或少地隐含着对政府、对自己怀才不遇的抱怨。在一定程度上是由于科举制度的性质所造成的，科举制度是选拔人才担任高级政治职位的一种方式，而有才华的诗人则期望在这样的社会中找到一个合适的职位。宋代流行的 "潇湘八景 "中的 "八景 "就是一个例子，尽管这一主题最早可以追溯到《楚辞》。

### 典故
许多中国古典诗词都涉及典故或引用前人的文学作品或著名的民间素材。

### 可选的精确度
中国古典诗词的内容的翻译可选精确度少的原因，一部分由于古汉语固有的可能性。另一部分作为一种审美原则，许多古汉语诗歌在涉及性别、数目、大小写或其他逻辑上有信息的语素时并不精确，而这些语素在各种转换语言（如某些印欧语言）中往往是语法上必须使用或难以避免的。因此会造成一定差异性。

### 读者参与
许多中国古典诗歌表面上看似简单，但却包含着更深层、更深刻的思想。为了领悟这些思想，读者需要与诗人在中途相遇--不仅仅是被告知诗中所描写的表面的事情，而是积极思考，探索其深层含义，以及与诗人或诗人的形象产生共鸣。

### 排比与对偶

#### 排比
古诗词中的排比手法是一种修辞技巧，它通过并排使用结构相同、相似或意思密切相关的词语或句子，来增强语势和深化文意。对于诗歌中的两行诗，读者会希望对两行诗的含义进行比较和对比，诗人会在每个位置或每行诗的某些关键位置使用相同的语篇，或者在一行诗中使用相同的语篇。

#### 对偶
对偶，又称对仗，是指在诗词中，词句两两相对，形成字数相等、句法相同、平仄相对、意义相关的修辞手法。这种手法使得诗词在形式上更加整齐，内容上更加丰富，音韵上更加和谐。它通常与并列关系有关：读者必须考虑看似并列的结构和观点是否真的如此。

### 自传中的偶然主义
许多中国古典诗词都是在某一事件发生时创作的。一般来说，这些诗歌都是为特定时期而创作的，具有相当的自发性，有时其读者群也相当有限。例如，与挚友长别、对某人的礼物或行为表示感谢、对时事的感慨，甚至是社交聚会上的一种游戏。

## 收藏
中国古典诗歌的主要诗集包括《诗经》、《楚辞》、《全唐诗》、《玉台新咏》、《唐诗三百首》、唐代《望川集》、《兰亭集序》和六朝时期的《子夜歌》。

## 影响
中国古典诗歌不仅影响了现代汉语诗歌，也影响了其他语言的诗歌。对中国古典诗歌产生早期影响的语言之一，是与各种不相关的邻近语系进行的文化交流，这些语系与讲汉语言的人建立了外交联系。这种交流发生在与奥斯特罗西亚语、日本语、朝鲜语以及通古斯语和蒙古语（尤其是契丹语）的使用者之间。近代以来，"垮掉的诗歌"（Beat poetry）在全球范围内产生了更大的影响，其代表人物甚至将中国古典诗歌翻译成英文，如肯尼斯-雷克斯罗斯（Kenneth Rexroth）（《中国诗一百首》，1956 年）和加里-斯奈德（Gary Snyder）（《Riprap and Cold Mountain Poems》，1959 年，其中包括《寒山》的翻译）。

## 拓展阅读
- 葉維廉：《中國詩學》（北京：三聯書店，1992）。
- 蔡宗齊：〈古典詩歌的現代詮釋──節奏、句式、詩境（理論研究和《詩經》研究部分） （页面存档备份，存于）〉。
- 蔡宗齊：〈節奏、句式、詩境——古典詩歌傳統的新解讀 （页面存档备份，存于）〉。
- 蔡英俊：〈古典詩歌意義的構成方式 （页面存档备份，存于）〉。
- 蔡英俊：〈詩歌與歷史：論詩史的歷史成分及其敘述的轉向 （页面存档备份，存于）〉